# Platygastoides nitidus
Platygastoides nitidus är en stekelart som beskrevs av Alan Parkhurst Dodd 1914. Platygastoides nitidus ingår i släktet Platygastoides och familjen gallmyggesteklar. Inga underarter finns listade i Catalogue of Life.